# Rogny-les-Sept-Écluses
Rogny-les-Sept-Écluses è un comune francese di 741 abitanti situato nel dipartimento della Yonne nella regione della Borgogna-Franca Contea.

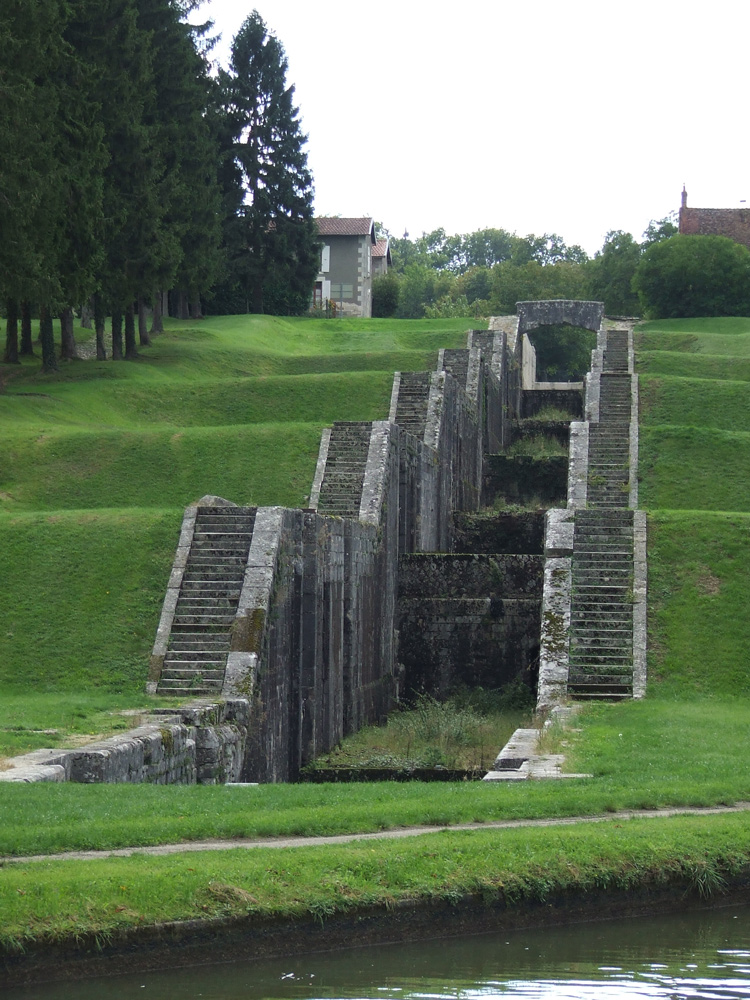
Le chiuse sul canale Briare

## Società

### Evoluzione demografica
Abitanti censiti